# Katastrofa lotu Libyan Arab Airlines 1103
Katastrofa lotu Libyan Arab Airlines 1103 wydarzyła się 22 grudnia 1992 roku, kiedy pasażerski Boeing 727 zderzył się z MiG-iem-23 przy podejściu do lądowania, niedaleko Trypolisu. W wyniku zderzenia śmierć poniosło 157 osób, jest to największa katastrofa lotnicza w Libii, pod względem liczby ofiar śmiertelnych.

## Samolot
W zderzeniu brał udział Boeing 727, wyprodukowany w 1975 roku o numerze rejestracyjnym 5A-DIA. Był to lot rejsowy Libyan Airlines o numerze 1103. Drugim statkiem powietrznym biorącym udział w zdarzeniu był MiG-23 należący do Libijskich Sił Powietrznych.

## Przebieg wydarzeń
22 grudnia 1992 roku o godzinie 9:00 czasu lokalnego, należący do Libyan Arab Airlines, Boeing 727 wystartował z portu lotniczego Bengazi-Benina zmierzając w kierunku Trypolisu. Przy podejściu do lądowania, na wysokości 3500 stóp (1067m), nastąpiło zderzenie z MiG-iem-23. Do wypadku doszło, według różnych źródeł, nad miasteczkiem Souk al-Sabt, położonym około 50 km. na południowy wschód od stolicy lub też 9 km. na północny wschód od lotniska. W wyniku wypadku śmierć ponieśli wszyscy pasażerowie i załoga lotu 1103, natomiast załoga myśliwca bezpiecznie się katapultowała. Według raportu większość zabitych było Libijczykami, ale na pokładzie byli też obywatele Wielkiej Brytanii, Malty, Bangladeszu, Bułgarii i Korei.

## Następstwa po katastrofie
Libijski rząd twierdził, że przyczyną katastrofy było embargo na import części zamiennych do samolotów nałożone przez ONZ po zamachu nad Lockerbie. Zwracano także uwagę na to, że mógł to być sabotaż kierowany przez zachodnie agencje wywiadowcze i że katastrofa nastąpiła cztery lata po zamachu nad Lockerbie, czego nie uważano jako zbieg okoliczności. Jednak śledztwo potwierdziło, że było to zderzenie samolotów w powietrzu. Odnaleziono także spadochrony załogi MiG-a-23, lecz do tej pory oficjalne stanowisko Libii ani nie potwierdza, ani nie zaprzecza żadnych informacji na temat pilotów myśliwca.